# Jian Omar

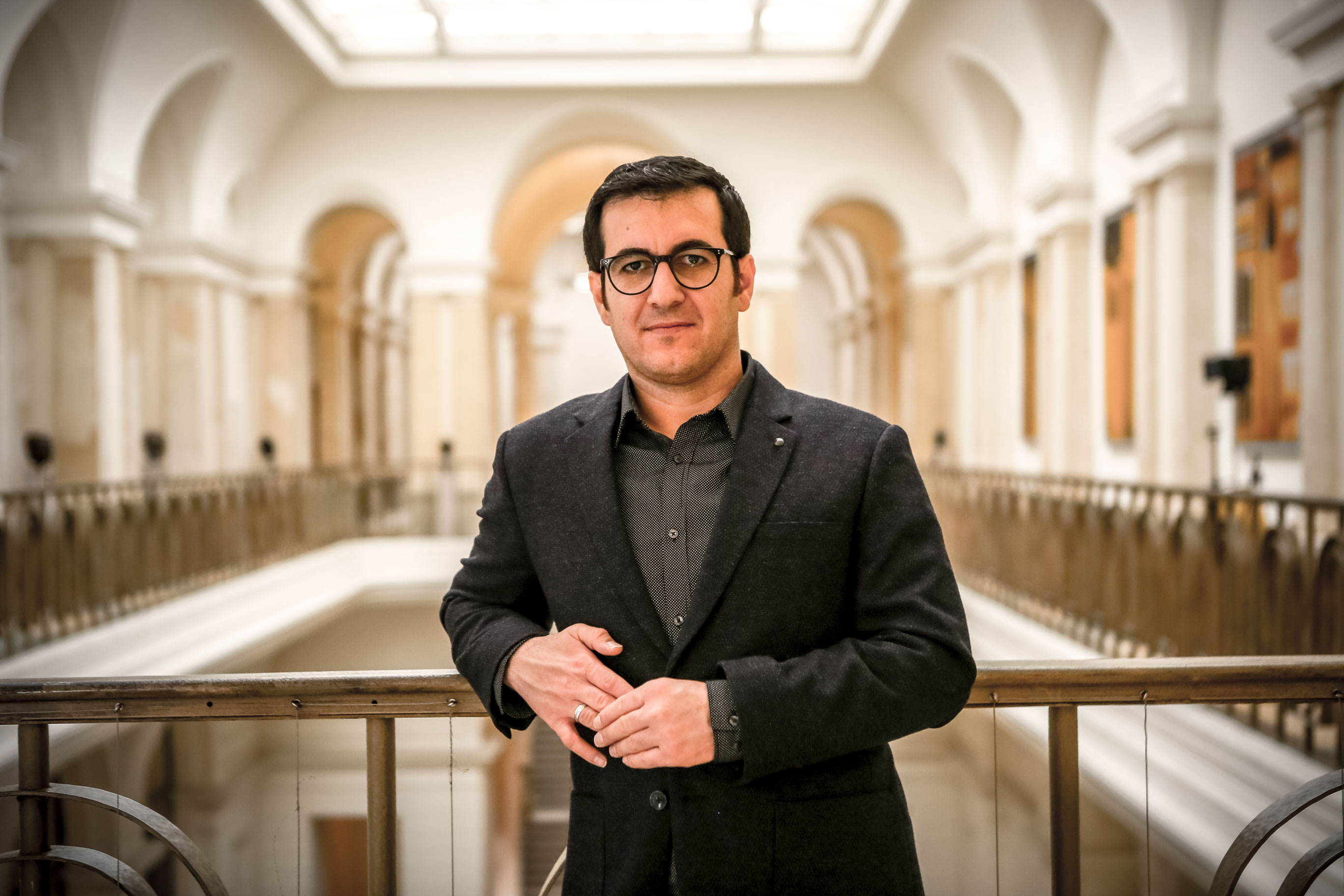
Jian Omar (2021)

Jian Omar (geboren 1985 in Qamischli, Syrien) ist ein deutsch-kurdischer Politiker (Bündnis 90/Die Grünen). Seit 2021 ist er Mitglied des Abgeordnetenhauses von Berlin.

## Leben
Jian Omar ist verheiratet. Er ist der älteste Sohn einer syrisch-kurdischen Familie aus Nordsyrien und hat 3 Geschwister. Sein Vater Tarhan Omar ist Bauingenieur und seine Mutter Maha Abdulkarim ist Grundschullehrerin.

### Ausbildung
Jian Omar wurde 1985 in der nordsyrischen Stadt Qamischli geboren. Seit 2005 lebt Omar in Deutschland, zunächst in Münster, seit 2011 in Berlin. Dort studierte er Politikwissenschaften an der Freien Universität Berlin (auf BA), anschließend Sozialwissenschaften an der Humboldt-Universität Berlin.
Von 2014 bis 2016 war Omar bei Kurdwatch tätig, einer Menschenrechtsorganisation in Nordsyrien. Von 2016 bis 2017 war er Mitarbeiter beim Europäischem Zentrum für Kurdische Studien in einem Capacity Building-Projekt.

### Politik
Seit seinem Studium engagiert sich Omar politisch und trat später der Partei Bündnis 90/Die Grünen bei. Innerparteilich engagierte er sich unter anderem in der Landesarbeitsgemeinschaft Migration & Flucht, deren Sprecher er seit 2017 war. Seit 2018 war Omar als Referent der Fraktion der Bezirksverordnetenversammlung Berlin-Mitte tätig.
2021 nominierte der Kreisverband der Grünen im Bezirk Berlin-Mitte anlässlich der Abgeordnetenhauswahl 2021 Omar für ein Direktmandat im Wahlkreis Mitte 3, auf der Landesliste erhielt er keinen Platz. Bei der Wahl gewann Omar sein Direktmandat mit 31,9 Prozent erstmals für die Grünen und zog direkt ins Abgeordnetenhaus ein. Bei der Wiederholungswahl 2023 konnte er seinen Sitz im Abgeordnetenhaus mit 33 Prozent verteidigen.